# کوا ایشی
کِوا ایشی (به ژاپنی: 化粧師 KEWAISHI)، به معنی استاد آرایشگر فیلمی به کارگردانی میتسوتوشی تاناکا است که در سال ۲۰۰۲ میلادی اکران شد. این فیلم توانست در چهاردهمین دوره جشنواره بین‌المللی فیلم توکیو جایزه بهترین سناریو را کسب کند.